# Огни (Алтайский край)
Огни́ — село в Усть-Калманском районе Алтайского края России. Административный центр Огнёвского сельсовета.

## История
Время возникновения деревни Огневой - 1787-1788 год, так как в документах 1795го года указано, что Алексей Тимофеев Огнев с женой и детьми переселился самовольно из Огневой Заимки во вновь заведенную деревню Огневу "7 годов назад", в то же время в другом документе указано, что живет он на новом месте 8ой год. Согласно архивным сведениям, данное поселение под названием Огнева заимка, давшая начало селу, существовала еще в 1770 году. Огнева и Огнева Заимка - это разные населенные пункты.  Поселение входило в Барнаульскую слободу Первое входило в Барнаульскую слободу, второе в Боровлянскую слободу. Второй брат, Яков Тимофеев Огнев, переселился из деревни Маслянино. 
Землю под заимку арендовали Алексей Огнев и Дмитрий Огнев, по фамилии первопоселенцев была названа деревня. В разное время населённый пункт имел несколько вариантов названий: село Огневское, деревня Огнева, Огнева Заимка. До того, как сюда пришли русские переселенцы, на этих землях преимущественно проживали татары и казахи, вокруг находились преимущественно стойбища и пастбища для скота.
Самовольное переселение было утверждено и братья Яков и Алексей с семьями были приняты в подушный оклад по 5ой ревизии на новом месте. 
Один из сыновей - Самойло Алексеев Огнев в 1788 сбежал на Бухтарму и поселился в деревне Фыкалка, став одним из Каменщиков, а оттуда в 1818 году - на Уймон. 
Другие сыновья - Дмитрий и Степан Алексеевы Огневы официально и с позволения властей переселились на Бухтарму в деревню Малонарымская примерно в 1805м году, а к 1821 основали деревню Огневу (ныне Каражал).
Изначально же семья Огневых родом из Устьянских волостей, поселилась в Бердском остроге, в деревне Чернодыровой (ныне Чернореченский) в 1715м году, а к 1748му году три брата Тимофей, Данило и Трифан Никоновы переселились во вновь заведенную деревню Никонову (названную, вероятно, в честь отца). Позднее дети расселились по окрестным деревням. 
В Списке населенных мест Томской губернии за 1893 год указано, что деревня Огнева на реке Калманка относится к Нижне-Чарышской волости Бийского округа. Расположена . Число дворов 160, жителей мужского пола – 482, женского – 475. На тот момент в деревне работала школа грамотности, и имелось питейное заведение.
По Спискам населенных мест Сибирского края 1923 года село Огни относится к Михайловской волости Бийского уезда. В поселении имелось две школы, библиотека, изба-читальня, лавка, кредитное товарищество. Число дворов 962, мужчин – 2864, женщин – 2996. Преобладающая национальность – русские.

## География
Село находится на реке Нижняя Калманка.
Климат
Климат резко континентальный, соответствует умеренно теплой климатической зоне. В январе средняя температура атмосферы — минус 17,7°C, в июле — плюс 19,8°C. Период без морозов составляет 120—130 дней в году. Годовое количество солнечных дней 250—260. Осадки довольно обильные даже в засушливый период: от 400 до 500 мм в год .
Расстояние до
- районного центра Усть-Калманка 32 км.
- областного центра Барнаул 230 км.

Уличная сеть
В селе 5 улиц и 6 переулков.
Ближайшие села
Слюдянка 8 км, Новокалманка 14 км, Васильевка 14 км, Восточный 15 км, Новотроенка 16 км, Михайловка 19 км, Верх-Слюдянка 24 км, Ельцовка 24 км, Приозёрный 27 км.

## Население
| 1997  | 1998  | 1999  | 2000  | 2001  | 2002  | 2003  |
| ----- | ----- | ----- | ----- | ----- | ----- | ----- |
| 2000  | →2000 | ↘1920 | ↘1837 | ↘1800 | ↘1585 | ↗1655 |
| 2004  | 2005  | 2006  | 2007  | 2008  | 2009  | 2010  |
| ↘1612 | ↘1554 | ↘1546 | ↘1530 | ↘1515 | ↗1516 | ↘1246 |
| 2011  | 2012  | 2013  | 2014  | 2015  | 2016  | 2017  |
| ↗1254 | ↘1225 | ↘1184 | ↘1156 | ↘1139 | ↘1124 | ↘1121 |
| 2018  | 2019  | 2020  | 2021  |       |       |       |
| ↘1098 | ↘1074 | ↘1037 | ↘1013 |       |       |       |

## Инфраструктура
В селе работают производственные кооперативы: СПК «Огни» и «Огнёвский», выращивают зерновые культуры, разводят скот, заготавливают корма для животных, производят хлебобулочные изделия. Есть торговые предприятия (ООО «Клен», «Огнёвское сельпо» и другие), работают индивидуальные предприниматели. Есть МБОУ «Огнёвская СОШ», МБДОУ детский сад «Яблочко», ФАП, почтовое отделение.
Транспорт
По селу Огни проходит автомобильная трасса Алейск — Петропавловское, существует сеть региональных автодорог. Автостанция в Усть-Калманке предоставляет услуги по перевозке пассажиров на 12 междугородных и пригородных маршрутах.
Ближайшая железнодорожная станция находится в городе Алейске, в 60 км от райцентра Усть-Калманка.